# Miguel Borja
Miguel Ángel Borja Hernández (Tierralta, 26 gennaio 1993) è un calciatore colombiano, attaccante del River Plate e della nazionale colombiana.

## Caratteristiche tecniche
Centravanti forte fisicamente e molto abile nel gioco aereo, buon finalizzatore.

## Carriera

### Club

#### Inizi e Livorno
Dopo aver giocato nella massima serie del suo paese con le maglie del Cùcuta, del Cortuluá, del Deportivo Tuluá e infine del La Equitad, il 2 settembre 2013 viene ingaggiato dalla società italiana del Livorno.
Debutta in Serie A il 20 ottobre 2013 in occasione della sfida Livorno-Sampdoria (1-2).
In tutta la stagione trova poco spazio, giocando complessivamente 8 partite in Serie A, trovando così poco spazio nelle file della squadra toscana, che a fine anno retrocede da ultima in classifica.

#### Prestiti all'Olimpo e al Santa Fe
Nel 2014 viene prestato in Argentina al Club Olimpo, con cui disputa 16 partite segnando 3 gol.
Dopo 6 mesi viene ceduto nuovamente in prestito, sempre in Argentina, questa volta all'Union Santa Fe.

#### Cortuluá e Atletico Nacional
Il 20 gennaio 2016 lascia definitivamente la squadra amaranto in quanto fa ritorno al Cortuluá.
L'8 giugno 2016, viene acquistato dall'Atlético Nacional. Debutta con la maglia di Medellín nella doppia semifinale di Copa Libertadores contro i brasiliani del San Paolo, nei quali Borja mette a segno due doppiette che valgono il biglietto per la finale. In finale la formazione colombiana incontra l'Independiente del Valle, team ecuadoregno capace di eliminare squadre più blasonate come il Colo Colo nella fase a gironi, il River Plate agli ottavi e il Boca Juniors in semifinale. Dopo il pareggio per 1-1 in trasferta, è Borja a segnare il gol decisivo nella sfida di ritorno che consegna la coppa alla squadra colombiana.

#### Palmeiras
Il 10 febbraio 2017, viene ufficializzato il suo passaggio ai Brasiliani del Palmeiras per circa 12 milioni di dollari, più bonus, dall'Atletico Nacional, che deteneva però solo il 70% del cartellino visto che il restante 30% era di proprietà del Cortulua, club in cui aveva precedentemente militato.

### Nazionale
Ha fatto parte della rosa dei Cafeteros che vinse il Campionato sudamericano di calcio Under-20 2013 in Argentina.
Sempre nel 2013 viene poi convocato nell'Under-20 anche per prendere parte al campionato mondiale di calcio Under-20: nella competizione Borja scende in campo due volte.
Debutta nella nazionale colombiana il 10 novembre 2016 giocando da titolare nella partita valida per le qualificazioni ai mondiali di Russia contro il Cile. Il 14 novembre 2017 sigla le sue prime reti con la maglia dei Los Caferetos alla quinta presenza complessiva realizzando una doppietta nella partita amichevole vinta per 4-0 disputata contro la Cina.
Viene convocato per i Mondiali 2018 in Russia, in cui gioca solo 1 partita delle 4 della selezione sudamericana (peraltro giocando pochi minuti in quanto subentrato all'89º minuto contro il Senegal) che viene eliminata agli ottavi ai rigori dall'Inghilterra dopo l'1-1 dei supplementari.

## Statistiche

### Presenze e reti nei club
Statistiche aggiornate al 17 agosto 2025.
| Stagione                   | Squadra                    | Campionato                 | Campionato | Campionato | Coppe nazionali | Coppe nazionali | Coppe nazionali | Coppe continentali | Coppe continentali | Coppe continentali | Altre coppe | Altre coppe | Altre coppe | Totale | Totale | Totale |
| Stagione                   | Squadra                    | Comp                       | Pres       | Reti       | Comp            | Pres            | Reti            | Comp               | Pres               | Reti               | Comp        | Pres        | Reti        | Pres   | Reti   |        |
| -------------------------- | -------------------------- | -------------------------- | ---------- | ---------- | --------------- | --------------- | --------------- | ------------------ | ------------------ | ------------------ | ----------- | ----------- | ----------- | ------ | ------ | ------ |
| 2011                       | Deportivo Cali             | PD                         | 0          | 0          | CC              | 1               | 0               | CS                 | 0                  | 0                  | -           | -           | -           | 1      | 0      |        |
| 2011                       | Cúcuta Deportivo           | PD                         | 5          | 0          | CC              | 0               | 0               | -                  | -                  | -                  | -           | -           | -           | 5      | 0      |        |
| 2012                       | Cortuluá                   | PD                         | 22         | 4          | CC              | 5               | 0               | -                  | -                  | -                  | -           | -           | -           | 27     | 4      |        |
| 2013                       | Cortuluá                   | PD                         | 11         | 4          | CC              | 4               | 2               | -                  | -                  | -                  | -           | -           | -           | 15     | 6      |        |
| 2013                       | La Equidad                 | PD                         | 2          | 4          | CC              | 0               | 0               | -                  | -                  | -                  | -           | -           | -           | 2      | 4      |        |
| 2013-2014                  | Livorno                    | A                          | 8          | 0          | CI              | 0               | 0               | -                  | -                  | -                  | -           | -           | -           | 8      | 0      |        |
| 2014                       | Olimpo                     | PD                         | 16         | 3          | CA              | 0               | 0               | -                  | -                  | -                  | -           | -           | -           | 16     | 3      |        |
| 2015                       | Ind. Santa Fe              | PD                         | 33         | 10         | CC              | 5               | 0               | CL+CS              | 4+7                | 0                  | -           | -           | -           | 49     | 10     |        |
| 2016                       | Cortuluá                   | PD                         | 21         | 19         | CC              | 3               | 3               | -                  | -                  | -                  | -           | -           | -           | 24     | 22     |        |
| Totale Dep. Cortuluá       | Totale Dep. Cortuluá       | Totale Dep. Cortuluá       | 54         | 27         |                 | 12              | 5               |                    | -                  | -                  |             | -           | -           | 66     | 32     |        |
| 2016                       | Atlético Nacional          | PD                         | 7          | 1          | CC              | 6               | 5               | CL+CS              | 4+8                | 5+6                | Cmc         | 2           | 0           | 27     | 17     |        |
| 2017                       | Palmeiras                  | A1/SP+A                    | 8+24       | 4+6        | CB              | 4               | 0               | CL                 | 7                  | 0                  | -           | -           | -           | 43     | 10     |        |
| 2018                       | Palmeiras                  | A1/SP+A                    | 12+16      | 7+3        | CB              | 4               | 1               | CL                 | 12                 | 9                  | -           | -           | -           | 44     | 20     |        |
| 2019                       | Palmeiras                  | A1/SP+A                    | 10+9       | 3+1        | CB              | 1               | 0               | CL                 | 5                  | 2                  | -           | -           | -           | 25     | 6      |        |
| Totale Palmeiras           | Totale Palmeiras           | Totale Palmeiras           | 30+49      | 14+10      |                 | 9               | 1               |                    | 24                 | 11                 |             | -           | -           | 112    | 36     |        |
| 2020                       | Junior Barranquilla        | A                          | 23         | 14         | CC              | 1               | 0               | CL+CS              | 5+6                | 1+4                | SL          | 2           | 1           | 37     | 20     |        |
| 2021                       | Junior Barranquilla        | A                          | 14         | 8          | CC              | 0               | 0               | CL                 | 8                  | 6                  | -           | -           | -           | 22     | 14     |        |
| ago.-dic. 2021             | Grêmio                     | A                          | 18         | 5          | CB              | 2               | 0               | -                  | -                  | -                  | -           | -           | -           | 20     | 5      |        |
| gen.-lug. 2022             | Junior Barranquilla        | A                          | 17         | 10         | CC              | 2               | 1               | CS                 | 8                  | 5                  | -           | -           | -           | 27     | 16     |        |
| Totale Junior Barranquilla | Totale Junior Barranquilla | Totale Junior Barranquilla | 54         | 32         |                 | 3               | 1               |                    | 27                 | 16                 |             | 2           | 1           | 86     | 50     |        |
| lug.-ott. 2022             | River Plate                | PD                         | 18         | 9          | CA              | 2               | 0               | CL                 | -                  | -                  | -           | -           | -           | 20     | 9      |        |
| 2023                       | River Plate                | PD                         | 21         | 5          | CA+CdL          | 2+12            | 1+6             | CL                 | 4                  | 1                  | TC          | 1           | 0           | 40     | 13     |        |
| 2024                       | River Plate                | PD                         | 22         | 11         | CA+CdL          | 2+13            | 1+13            | CL                 | 11                 | 6                  | SA          | 1           | 0           | 49     | 31     |        |
| 2025                       | River Plate                | PD                         | 21+2       | 6+0        | CA              | 2               | 0               | CL                 | 6                  | 1                  | SI+CmC      | 1+3         | 0           | 35     | 7      |        |
| Totale River Plate         | Totale River Plate         | Totale River Plate         | 82+2       | 31+0       |                 | 33              | 21              |                    | 21                 | 8                  |             | 6           | 0           | 144    | 60     |        |
| Totale carriera            | Totale carriera            | Totale carriera            | 360        | 137        |                 | 71              | 33              |                    | 95                 | 46                 |             | 10          | 1           | 537    | 217    |        |

### Cronologia presenze e reti in nazionale
| Cronologia completa delle presenze e delle reti in nazionale ― Colombia | Cronologia completa delle presenze e delle reti in nazionale ― Colombia | Cronologia completa delle presenze e delle reti in nazionale ― Colombia | Cronologia completa delle presenze e delle reti in nazionale ― Colombia | Cronologia completa delle presenze e delle reti in nazionale ― Colombia | Cronologia completa delle presenze e delle reti in nazionale ― Colombia | Cronologia completa delle presenze e delle reti in nazionale ― Colombia | Cronologia completa delle presenze e delle reti in nazionale ― Colombia |
| Data                                                                    | Città                                                                   | In casa                                                                 | Risultato                                                               | Ospiti                                                                  | Competizione                                                            | Reti                                                                    | Note                                                                    |
| ----------------------------------------------------------------------- | ----------------------------------------------------------------------- | ----------------------------------------------------------------------- | ----------------------------------------------------------------------- | ----------------------------------------------------------------------- | ----------------------------------------------------------------------- | ----------------------------------------------------------------------- | ----------------------------------------------------------------------- |
| 10-11-2016                                                              | Barranquilla                                                            | Colombia                                                                | 0 – 0                                                                   | Cile                                                                    | Qual. Mondiali 2018                                                     | -                                                                       | 46’                                                                     |
| 25-1-2017                                                               | Rio de Janeiro                                                          | Brasile                                                                 | 1 – 0                                                                   | Colombia                                                                | Amichevole                                                              | -                                                                       | 69’                                                                     |
| 28-3-2017                                                               | Quito                                                                   | Ecuador                                                                 | 0 – 2                                                                   | Colombia                                                                | Qual. Mondiali 2018                                                     | -                                                                       | 73’                                                                     |
| 13-6-2017                                                               | Getafe                                                                  | Camerun                                                                 | 0 – 4                                                                   | Colombia                                                                | Amichevole                                                              | -                                                                       | 46’                                                                     |
| 14-11-2017                                                              | Chongqing                                                               | Cina                                                                    | 0 – 4                                                                   | Colombia                                                                | Amichevole                                                              | 2                                                                       | 46’                                                                     |
| 27-3-2018                                                               | Londra                                                                  | Colombia                                                                | 0 – 0                                                                   | Australia                                                               | Amichevole                                                              | -                                                                       | 46’                                                                     |
| 1-6-2018                                                                | Bergamo                                                                 | Egitto                                                                  | 0 – 0                                                                   | Colombia                                                                | Amichevole                                                              | -                                                                       | 81’                                                                     |
| 28-6-2018                                                               | Samara                                                                  | Senegal                                                                 | 0 – 1                                                                   | Colombia                                                                | Mondiali 2018 - 1º turno                                                | -                                                                       | 89’                                                                     |
| 12-10-2018                                                              | Tampa                                                                   | Stati Uniti                                                             | 2 – 4                                                                   | Colombia                                                                | Amichevole                                                              | 1                                                                       | 76’                                                                     |
| 17-10-2018                                                              | Harrison                                                                | Colombia                                                                | 3 – 1                                                                   | Costa Rica                                                              | Amichevole                                                              | -                                                                       | 82’                                                                     |
| 3-6-2021                                                                | Lima                                                                    | Perù                                                                    | 0 – 3                                                                   | Colombia                                                                | Qual. Mondiali 2022                                                     | -                                                                       | 72’                                                                     |
| 8-6-2021                                                                | Barranquilla                                                            | Colombia                                                                | 2 – 2                                                                   | Argentina                                                               | Qual. Mondiali 2022                                                     | 1                                                                       | 46’ 90+1’                                                               |
| 13-6-2021                                                               | Cuiabá                                                                  | Colombia                                                                | 1 – 0                                                                   | Ecuador                                                                 | Coppa America 2021 - 1º turno                                           | -                                                                       | 61’                                                                     |
| 17-6-2021                                                               | Goiânia                                                                 | Colombia                                                                | 0 – 0                                                                   | Venezuela                                                               | Coppa America 2021 - 1º turno                                           | -                                                                       | 73’                                                                     |
| 20-6-2021                                                               | Goiânia                                                                 | Colombia                                                                | 1 – 2                                                                   | Perù                                                                    | Coppa America 2021 - 1º turno                                           | 1                                                                       |                                                                         |
| 23-6-2021                                                               | Rio de Janeiro                                                          | Brasile                                                                 | 2 – 1                                                                   | Colombia                                                                | Coppa America 2021 - 1º turno                                           | -                                                                       | 64’                                                                     |
| 3-7-2021                                                                | Brasilia                                                                | Uruguay                                                                 | 0 – 0 (2 – 4 dtr)                                                       | Colombia                                                                | Coppa America 2021 - Quarti di finale                                   | -                                                                       | 87’                                                                     |
| 6-7-2021                                                                | Brasilia                                                                | Argentina                                                               | 1 – 1 (3 – 2 dtr)                                                       | Colombia                                                                | Coppa America 2021 - Semifinale                                         | -                                                                       | 60’ 63’                                                                 |
| 9-7-2021                                                                | Brasilia                                                                | Colombia                                                                | 3 – 2                                                                   | Perù                                                                    | Coppa America 2021 - Finale 3º posto                                    | -                                                                       | 55’                                                                     |
| 5-9-2021                                                                | Asunción                                                                | Paraguay                                                                | 1 – 1                                                                   | Colombia                                                                | Qual. Mondiali 2022                                                     | -                                                                       | 71’                                                                     |
| 9-9-2021                                                                | Barranquilla                                                            | Colombia                                                                | 3 – 1                                                                   | Cile                                                                    | Qual. Mondiali 2022                                                     | 2                                                                       | 71’                                                                     |
| 11-11-2021                                                              | San Paolo                                                               | Brasile                                                                 | 1 – 0                                                                   | Colombia                                                                | Qual. Mondiali 2022                                                     | -                                                                       | 46’                                                                     |
| 16-11-2021                                                              | Barranquilla                                                            | Colombia                                                                | 0 – 0                                                                   | Paraguay                                                                | Qual. Mondiali 2022                                                     | -                                                                       |                                                                         |
| 16-1-2022                                                               | Fort Lauderdale                                                         | Honduras                                                                | 1 – 2                                                                   | Colombia                                                                | Amichevole                                                              | -                                                                       | 69’                                                                     |
| 28-1-2022                                                               | Barranquilla                                                            | Colombia                                                                | 0 – 1                                                                   | Perù                                                                    | Qual. Mondiali 2022                                                     | -                                                                       | 66’                                                                     |
| 1-2-2022                                                                | Córdoba                                                                 | Argentina                                                               | 1 – 0                                                                   | Colombia                                                                | Qual. Mondiali 2022                                                     | -                                                                       | 75’                                                                     |
| 24-3-2022                                                               | Barranquilla                                                            | Colombia                                                                | 3 – 0                                                                   | Bolivia                                                                 | Qual. Mondiali 2022                                                     | 1                                                                       | 66’                                                                     |
| 15-6-2024                                                               | East Hartford                                                           | Colombia                                                                | 3 – 0                                                                   | Bolivia                                                                 | Amichevole                                                              | -                                                                       | 46’                                                                     |
| 6-7-2024                                                                | Glendale                                                                | Colombia                                                                | 5 – 0                                                                   | Panama                                                                  | Coppa America 2024 - Quarti di finale                                   | 1                                                                       | 79’                                                                     |
| 14-7-2024                                                               | Miami Gardens                                                           | Argentina                                                               | 1 – 0 dts                                                               | Colombia                                                                | Coppa America 2024 - Finale                                             | -                                                                       | 105’ 115’                                                               |
| Totale                                                                  |                                                                         | Presenze                                                                | 30                                                                      |                                                                         | Reti                                                                    | 9                                                                       |                                                                         |

## Palmarès

### Club

#### Competizioni nazionali
- Super Liga Colombia: 1

Ind. Santa Fe: 2015
- Copa Colombia: 1

Atlético Nacional: 2016
- Campionato brasiliano: 1

Palmeiras: 2018
- Campionato argentino: 1

River Plate: 2023
- Trofeo de Campeones de la Liga Profesional: 1

River Plate: 2023

#### Competizioni internazionali
- Coppa Sudamericana: 1

Ind. Santa Fe: 2015
- Coppa Libertadores: 1

Atlético Nacional: 2016

### Nazionale
- Campionato sudamericano Under-20: 1

Argentina 2013

### Individuale
- Calciatore sudamericano dell'anno: 1

2016
- Capocannoniere della Copa de la Liga Profesional: 1

2024 (13 reti)